# Давід Гольдар
Давід Гольдар (ісп. David Goldar, нар. 15 вересня 1994, Портас) — іспанський футболіст, захисник кіпрського клубу «Пафос».

## Ігрова кар'єра
Народився 15 вересня 1994 року в місті Портас. Вихованець футбольної школи клубу «Сельта Віго». У дорослому футболі дебютував 2013 року виступами за резервну команду «Сельта Б», в якій провів три сезони, взявши участь у 74 матчах чемпіонату. Втім, у першій команді Гольдар закріпитись не зумів, провівши лише 2 гри у Ла Лізі.
Згодом з 2016 по 2023 рік грав у складі нижчолігових іспанських команд «Понферрадіна», «Понтеведра», «Корнелья», «Хімнастік», «Ібіса» та «Бургос».
22 серпня 2023 року перейшов до кіпрського клубу «Пафос», з яким у першому сезоні став володарем Кубка Кіпру, а наступного року виграв чемпіонат Кіпру. Обидва трофеї були дебютними для клубу. Станом на 17 травня 2025 року відіграв за клуб з Пафоса 58 матчів в національному чемпіонаті.

## Статистика виступів

### Статистика клубних виступів
Станом на 19 грудня 2022
| Сезон                | Команда              | Чемпіонат            | Чемпіонат | Чемпіонат | Національний кубок | Національний кубок | Національний кубок | Континентальні кубки | Континентальні кубки | Континентальні кубки | Інші змагання | Інші змагання | Інші змагання | Усього | Усього |
| Сезон                | Команда              | Ліга                 | Ігор      | Голів     | Ліга               | Ігор               | Голів              | Ліга                 | Ігор                 | Голів                | Ліга          | Ігор          | Голів         | Ігор   | Голів  |
| -------------------- | -------------------- | -------------------- | --------- | --------- | ------------------ | ------------------ | ------------------ | -------------------- | -------------------- | -------------------- | ------------- | ------------- | ------------- | ------ | ------ |
| 2013–14              | «Сельта Б»           | СДБ (ІІІ)            | 26        | 1         |                    | -                  | -                  |                      | -                    | -                    |               | -             | -             | 26     | 1      |
| 2014–15              | «Сельта Б»           | СДБ (ІІІ)            | 23        | 2         |                    | -                  | -                  |                      | -                    | -                    |               | -             | -             | 23     | 2      |
| 2015–16              | «Сельта Б»           | СДБ (ІІІ)            | 25        | 2         |                    | -                  | -                  |                      | -                    | -                    |               | -             | -             | 25     | 2      |
| Усього за «Сельту Б» | Усього за «Сельту Б» | Усього за «Сельту Б» | 74        | 5         |                    | -                  | -                  |                      | -                    | -                    |               | -             | -             | 74     | 5      |
| 2013–14              | «Сельта Віго»        | ПД                   | 1         | 0         | КІ                 | -                  | -                  |                      | -                    | -                    |               | -             | -             | 1      | 0      |
| 2015–16              | «Сельта Віго»        | ПД                   | 1         | 0         | КІ                 | -                  | -                  |                      | -                    | -                    |               | -             | -             | 1      | 0      |
| Усього за «Сельту»   | Усього за «Сельту»   | Усього за «Сельту»   | 2         | 0         |                    | -                  | -                  |                      | -                    | -                    |               | -             | -             | 2      | 0      |
| 2016–17              | «Понферрадіна»       | СДБ (ІІІ)            | 11        | 0         | КІ                 | 0                  | 0                  |                      | -                    | -                    |               | -             | -             | 11     | 0      |
| 2017–18              | «Понтеведра»         | СДБ (ІІІ)            | 32        | 1         | КІ                 | 1                  | 0                  |                      | -                    | -                    |               | -             | -             | 33     | 1      |
| 2018–19              | «Корнелья»           | СДБ (ІІІ)            | 34+2      | 4+0       | КІ                 | 1                  | 0                  |                      | -                    | -                    |               | -             | -             | 37     | 4      |
| 2019–20              | «Хімнастік»          | СДБ (ІІІ)            | 23        | 2         | КІ                 | 2                  | 0                  |                      | -                    | -                    |               | -             | -             | 25     | 2      |
| 2020–21              | «Ібіса»              | СДБ (ІІІ)            | 17+8      | 4+0       | КІ                 | 3                  | 0                  |                      | -                    | -                    |               | -             | -             | 28     | 4      |
| 2021–22              | «Ібіса»              | СД (ІІ)              | 36        | 7         | КІ                 | 2                  | 0                  |                      | -                    | -                    |               | -             | -             | 38     | 7      |
| 2022–23              | «Ібіса»              | СД (ІІ)              | 12        | 0         | КІ                 | 1                  | 0                  |                      | -                    | -                    |               | -             | -             | 13     | 0      |
| Усього за «Ібісу»    | Усього за «Ібісу»    | Усього за «Ібісу»    | 65+8      | 11+0      |                    | 6                  | 0                  |                      | -                    | -                    |               | -             | -             | 79     | 11     |
| Усього за кар'єру    | Усього за кар'єру    | Усього за кар'єру    | 251       | 23        |                    | 10                 | 0                  |                      | -                    | -                    |               | -             | -             | 261    | 23     |

## Титули і досягнення
- Чемпіон Кіпру (1):

«Пафос»: 2024/25
- Володар Кубка Кіпру (1):

«Пафос»: 2023/24